# Model lineal (estadística)
En estadística, el terme model lineal s'utilitza de diferents maneres segons el context. L'ocurrència més freqüent està relacionada amb els models de regressió i el terme sovint es pren com a sinònim de model de regressió lineal. Tanmateix, el terme també s'utilitza en l'anàlisi de sèries temporals amb un significat diferent. En cada cas, la designació "lineal" s'utilitza per identificar una subclasse de models per als quals és possible una reducció substancial de la complexitat de la teoria estadística relacionada.

## Models de regressió lineal
Per al cas de regressió, el model estadístic és el següent. Donada una mostra (atzar). {\displaystyle (Y_{i},X_{i1},\ldots ,X_{ip}),\,i=1,\ldots ,n} la relació entre les observacions {\displaystyle Y_{i}} i les variables independents {\displaystyle X_{ij}} es formula com
{\displaystyle Y_{i}=\beta _{0}+\beta _{1}\phi _{1}(X_{i1})+\cdots +\beta _{p}\phi _{p}(X_{ip})+\varepsilon _{i}\qquad i=1,\ldots ,n}
on {\displaystyle \phi _{1},\ldots ,\phi _{p}} poden ser funcions no lineals. En l'anterior, les quantitats {\displaystyle \varepsilon _{i}} són variables aleatòries que representen errors en la relació. La part "lineal" de la designació es relaciona amb l'aparició dels coeficients de regressió, {\displaystyle \beta _{j}} de manera lineal en la relació anterior. Alternativament, es pot dir que els valors predits corresponents al model anterior, és a dir
{\displaystyle {\hat {Y}}_{i}=\beta _{0}+\beta _{1}\phi _{1}(X_{i1})+\cdots +\beta _{p}\phi _{p}(X_{ip})\qquad (i=1,\ldots ,n),}
són funcions lineals de la {\displaystyle \beta _{j}}.
Atès que l'estimació es realitza a partir d'una anàlisi de mínims quadrats, les estimacions dels paràmetres desconeguts {\displaystyle \beta _{j}} es determinen minimitzant una funció de suma de quadrats
{\displaystyle S=\sum _{i=1}^{n}\left(Y_{i}-\beta _{0}-\beta _{1}\phi _{1}(X_{i1})-\cdots -\beta _{p}\phi _{p}(X_{ip})\right)^{2}.}
A partir d'això, es pot veure fàcilment que l'aspecte "lineal" del model significa el següent:
- la funció a minimitzar és una funció quadràtica de la {\displaystyle \beta _{j}} per al qual la minimització és un problema relativament senzill;
- les derivades de la funció són funcions lineals de la {\displaystyle \beta _{j}} fent fàcil trobar els valors de minimització;
- els valors de minimització {\displaystyle \beta _{j}} són funcions lineals de les observacions {\displaystyle Y_{i}};
- els valors de minimització {\displaystyle \beta _{j}} són funcions lineals dels errors aleatoris {\displaystyle \varepsilon _{i}} la qual cosa fa que sigui relativament fàcil determinar les propietats estadístiques dels valors estimats de {\displaystyle \beta _{j}}.

## Models de sèries temporals
Un exemple de model de sèrie temporal lineal és un model de mitjana mòbil autoregressiva. Aquí el model dels valors { {\displaystyle X_{t}} } en una sèrie temporal es pot escriure en la forma
{\displaystyle X_{t}=c+\varepsilon _{t}+\sum _{i=1}^{p}\phi _{i}X_{t-i}+\sum _{i=1}^{q}\theta _{i}\varepsilon _{t-i}.\,}
on de nou les quantitats {\displaystyle \varepsilon _{i}} són variables aleatòries que representen innovacions que són nous efectes aleatoris que apareixen en un moment determinat però que també afecten els valors de {\displaystyle X} en èpoques posteriors. En aquest cas, l'ús del terme "model lineal" es refereix a l'estructura de la relació anterior en la representació {\displaystyle X_{t}} en funció lineal dels valors passats de la mateixa sèrie temporal i dels valors actuals i passats de les innovacions. Aquest aspecte particular de l'estructura significa que és relativament senzill derivar relacions per a les propietats de mitjana i covariància de la sèrie temporal. Tingueu en compte que aquí la part "lineal" del terme "model lineal" no es refereix als coeficients {\displaystyle \phi _{i}} i {\displaystyle \theta _{i}}, com seria en el cas d'un model de regressió, estructuralment semblant.